# Candida glabrata
Candida glabrata ist eine haploide Hefe der Gattung Candida, früher bekannt als Torulopsis glabrata.

## Merkmale
Auf Glucose-Pepton-Agar bilden sie kremfarbene, glatte, glanzlose Kolonien, die gewölbt sind und längere hefeartige Zellen bilden, ein Pseudomycelium. Die Zellen sind eiförmig, wachsen einzeln oder knospen und sind 2 bis 4 µm × 3 bis 5,5 µm groß. Auf Maismehlagar wird kein Pseudomycel gebildet.
Der Keimfadentest ist negativ. Harnstoff kann nicht abgebaut werden.
Der GC-Gehalt beträgt 39,6 bis 40,2 mol%.

## Pathogenität
Bis vor kurzem galt C. glabrata als ein primär nicht pathogener Organismus. Mit der ständig wachsenden Zahl immunsupprimierter Personen zeigte sich, dass C. glabrata ein hoch opportunistischer Erreger des Urogenitaltrakts und der Blutbahn ist (Fungämie). Er kommt ubiquitär vor und ist ein Kontaminationskeim von Obstsäften. Bei Kühen kann er eine Mastitis hervorrufen.
C. glabrata ist eine häufige Ursache für einen Soor bei AIDS- und Krebspatienten unter Strahlentherapie und/oder Polychemotherapie. Hieraus ist auch die Entstehung invasiver Kandidosen und einer Sepsis möglich.
Ein vielzitierter potenzieller Virulenzfaktor der Pathogenität von C. glabrata ist eine Reihe von Adhäsinen, die von den EPA-Genen codiert (Epithelzellen-Adhäsin) werden. Diese Gene befinden sich in der subtelomerischen Region und können auf Signale der Umgebung reagieren, die es ihnen erlauben, massenhaft exprimiert zu werden, sodass der Organismus auf biotischen und abiotischen Oberflächen in mikrobiellen Matten haften kann.
Dies ist auch der vermutete Mechanismus, durch den C. glabrata mikrobielle „Biofilme“ auf Harnkathetern bildet. Es verursacht auch Probleme mit zahnmedizinischen Geräten, wie z. B. Prothesen.
Tortulosis oder Candida glabrata kann in der „Seltene Krankheiten“-Datenbank auf der NIH-Website und auch auf der CDC-Website gefunden werden.

## Diagnose
Zu Klärung der Infektion bieten sich mehrere Methoden an:
- Kulturen aus Abstrichen oder Stuhl: Die Anzucht einer Kultur auf Sabouraud-Dextrose-Agar bietet die Möglichkeit einer schnellen Identifikation (Farbe: cremefarbene, weiche und glänzende Kolonien[8]), evtl. durch ein Pilz-Antibiogramm ergänzt.
- Ein IgA[9] kann Hinweise auf eine akute Infektion liefern.
- Urinkontrollen, diese sind allerdings weniger genau
- PCR[10]

Eine mikroskopische Hautdiagnose aus Kulturen von Abstrichen und Biopsien kann schnell zu falschen Ergebnissen führen und erfordert eine spezielle Bewertung.

## Behandlung
Ein häufiger Phänotyp und möglicher Virulenzfaktor von C. glabrata ist eine intrinsische Resistenz gegen Azole, d. h. die am meisten verschriebenen Antimykotika-Medikamente. Diese Stoffe, inklusive Fluconazol und Ketoconazol, sind in 15–20 % der Fälle nicht wirksam gegen C. glabrata. Mit Miconazol treten diese Probleme derzeit nicht auf.
Während man früher annahm, dass dieser Organismus eine „angeborene“ Immunität gegen die Arzneistoffe besitzt, ist es richtiger, dass er einen weiterentwickelten Widerstand gegen die Medikamente besitzt.
C. glabrata ist empfindlich auf polyene Medikamente wie Amphotericin B und Nystatin, zusammen mit variabler Empfindlichkeit für 5-Fluorcytosin und Caspofungin.
Die systemische Gabe von Amphotericin B ist wegen des beträchtlichen Nebenwirkungsspektrums ein letztes Mittel, da es oft den geschwächten Patienten töten kann.
Blutinfektionen können am besten über Symptome beurteilt werden, wenn weitere Körperbereiche beteiligt sind.
Eine experimentelle, aber effektive Second-Line-Behandlung für chronische Infektionen ist der Einsatz von Borsäure-Vaginalzäpfchen. Vitamin-E-Öl kann in Verbindung verwendet werden, um Reizungen zu bekämpfen.
Amphotericin-B-Vaginalzäpfchen wurden in Fallstudien zur Behandlung von chronischen Infektionen verwendet. Borax und Borsäure können für persistente Kopfhaut und Hautinfektionen eingesetzt werden.
Eine Impfung unter Berücksichtigung der Pilzgifte wie bei Tetanus-Bakterien existiert bisher nicht.

## Karyotyp und Genom
Die genetische Information von C. glabrata liegt im Zellkern in 13 Chromosomen sowie im Kern der Mitochondrien vor. Das Genom des Stamms CBS138 wurde im Jahr 2004 erstmals vollständig analysiert. Es besteht aus 12,3 Millionen Basenpaaren und geschätzten 5.200–5.300 Genen. 2009 wurde das Genom von C. parapsilosis in 'Nature 459' bebildert offengelegt.
Das KEX2-Gen von C. glabrata ist für die Integrität der Zelloberfläche erforderlich. Die Krankheitsrelevanz von Teilen der mitochondrialen DNA(COB) wurde erforscht.